# شهرک بلدیه
شهرک بلدیه (به انگلیسی: Baldia Town) یک محله در پاکستان است که در کراچی واقع شده‌است. شهرک بلدیه ۴۰۶٬۱۶۵ نفر جمعیت دارد.